# Svínoyar-Bjarni
Svínoyar-Bjarni (segle X) va ser un viking i bóndi de l'illa de Svinoy, a les illes Fèroe. Bjarni apareix com a personatge històric en la Saga dels feroesos.
El seu sobrenom svínoyar es deu al fet que era propietari d'una granja a l'illa de Svinoy. Segons la saga la germana de Bjarni era Gudrun, mare del poderós terratinent Tróndur í Gølu d'Eysturoy.
En 970 Bjarni es va involucrar en l'emboscada i assassinat dels germans Brestir Sigmundsson i Beinir Sigmundsson que tenien una disputa de terres amb el godi Havgrímur. Tróndur es va deixar seduir per Eldjárn Kambhøttur per participar en la conspiració a canvi de rebre dues vaques cada primavera i 300 metres de llana d'ovella cada tardor com a tribut, de per vida i de manera hereditari; tanmateix Tróndur no va voler participar directament en la conspiració i va sol·licitar al seu oncle Svínoyar-Bjarni que hi participés en nom seu.
Svínoyar-Bjarni tenia intenció de matar els fills supervivents dels germans Sigmundsson, Tóri Beinisson, d'11 anys, i Sigmundur Brestisson, de 9, ja que s'havien convertit en testimonis incòmodes de l'emboscada, però Tróndur s'hi va negar i es va fer càrrec d'ells. La raó d'aquesta adopció respongui segurament al fet qur Havgrímur i cinc dels seus homes també van morir en la batussa i Tróndur havia vist esfumar-se el tribut promès de vaques i llana, de manera que no hi havia raó per a seguir alimentant el deute de sang.